# Toy Warrior – Der Spielzeug-Ritter
Toy Warrior – Der Spielzeug-Ritter (Originaltitel: The Toy Warrior) ist ein südkoreanischer Zeichentrickfilm mit Elementen der Computeranimation aus dem Jahr 2005 von Regisseur Kyungwon Lim.

## Handlung
Jinoo ist ein Junge mit einer blühenden Fantasie. Er beschäftigt sich hauptsächlich mit Spielzeugen, mit denen er sogar spricht, weshalb er von seinen Klassenkameraden verlacht und meist nur „Spielzeug-Junge“ genannt wird. Jinoo hat keine menschlichen Freunde, sein bester Freund ist sein Rucksack Ping. Als er eines Tages wieder zu spät zur Schule kommt, muss er bis 15.00 Uhr nachsitzen. Das ist für Jinoo besonders ärgerlich, da an diesem Tag sein neues Lieblings-Spielzeug ausgeliefert werden soll: Der Spielzeug-Ritter.
Nach der Schule rennt Jinoo sofort in den Spielzeugladen zu Mr. Gramps, der gerade die von der Spielzeugfirma Fantasy angelieferte Kiste auspackt. Zur Enttäuschung von Jinoo finden sie in der Kiste den Hinweis, dass die Produktion des Spielzeug-Ritters aufgrund eines Produktionsfehlers gestoppt wurde – der Kopf könnte sich lösen und dadurch die Batterien herausfallen. Stattdessen wurde eine neue Puppe von Prinzessin Sherbet in Schuluniform produziert und ausgeliefert.
In der Nacht wird im Spielzeug-Laden eine Puppe von Prinzessin Sherbet lebendig. Sie ist die Herrscherin über das Spielzeugland, das gerade von dunklen Mächten bedroht wird, weshalb sie in der realen Welt nach einem Prinzen und Helden sucht, der das Spielzeugland retten kann. Am nächsten Morgen wird sie in der Klasse von Jinoo als neue Schülerin Sherry vorgestellt. Für Sherbet steht schnell fest, dass nur der heldenhafte und gutaussehende Jason der perfekte Heldenprinz sein kann. Als sie gerade dabei ist, Jason als den Auserwählten mit einem magischen blauen Ritterstein in Kontakt zu bringen, kommt Jinoo dazwischen und berührt zufällig den Stein. Daraufhin wird er in der realen Welt in eine Spielzeugpuppe verwandelt und gleichzeitig ins Spielzeugland teleportiert. Verärgert sperrt Sherbet die Jinoo-Puppe in der Schule in ihren Spind.
Als Jinoo im Spielzeugland erwacht, kommt sein Rucksack Ping lebendig auf ihn zu und spricht mit ihm. Später trifft er auf Prinzessin Sherbet, die nicht daran glaubt, dass er der auserwählte Held sein soll, der das Spielzeugland retten kann. Doch dann erklärt Ping, dass Jinoo ihn einst aus der Mülltonne gerettet und repariert hat. RJ, ein Polizeiauto, das sich in einen Roboter verwandeln kann, tritt vor und erklärt, dass er seine Scheinwerfer repariert hat. Nachdem immer mehr Spielzeuge von ihrer Rettung durch Jinoo sprechen, feiern die Spielzeuge ihn. Die Happy-Uhr der Prinzessin erklärt daraufhin, dass sie ihren Prinzen gefunden hat, denn die Prinzessin soll den Heldenprinzen später auch heiraten. Doch Sherbet will nichts davon hören und glaubt nicht daran, dass es Jinoo sein kann.
Als ein Metall-Monster die Spielzeuge bedroht, versucht RJ es zu verhaften und die Prinzessin greift es mit ihrem Engels-Zepter an, das ein Jo-Jo als Waffe benutzt. Nachdem beides fehlschlägt, erkennt Jinoo, dass er sich aufgrund der Kraft des Rittersteins im Spielzeugland in jedes Spielzeug verwandeln kann. Er entscheidet sich, zum Spielzeug-Ritter zu werden und hat nun eine Rüstung mit Raketenantrieb und das Schwert der Gerechtigkeit. Damit greift er das Metall-Monster an und vernichtet es.
Das Spielzeugland wird auch Land der lebendigen Träume genannt, da sich in der Mitte die Quelle der Fantasie befindet, welche das Spielzeugland über die Wünsche und Träume der Kinder in der realen Welt mit Leben erfüllt. Es gelingt Sherbet, Jinoo in die reale Welt zurückzuschicken, wo er Jagd auf Ciao machen soll, den Boten des Bösen. Doch in der realen Welt ist Jinoo nur ein kleiner Junge und wird vom Schuldirektor seinen Eltern übergeben. Er flüchtet ins Spielzeuggeschäft, wo er Mr. Gramps darum bittet, dass er auf seine Puppe aufpassen soll – kurz darauf verschwindet er ins Spielzeugland. Dort haben inzwischen die dunklen Mächte das Land in ihrer Gewalt. Jinoo, Ping, Sherbet und RJ werden gefangen genommen und in eine Festung gebracht, in der sich der neue Herrscher über das Land der Finsternis befindet. Der stellt sich überraschenderweise als der eigentliche Spielzeug-Ritter heraus. Er war verärgert, dass er aufgrund eines Design-Fehlers kein Spielzeug in der realen Welt sein durfte und hat sich daraufhin geweigert, das Spielzeugland zu verlassen und Platz für neue Spielzeuge zu machen. Er katapultiert Jinoo in die reale Welt zurück und versiegelt im Spielzeugland die Quelle der Fantasie. Dies hat zur Folge, dass die Spielzeuge mit der Zeit verschwinden. Mit der abgeschöpften Energie der Quelle will er die Grenze zwischen dem Spielzeugland und der realen Welt einreißen und auch dort als Spielzeug-Ritter real werden.
In der realen Welt haben inzwischen alle Kinder ihre Fantasie verloren. Sherbet und RJ sammeln im Spielzeugland ihre letzten Kräfte und übertragen sie auf Ping, der damit in die reale Welt geschickt wird. Dort erweckt er Jinoo von seiner Gleichmütigkeit, der wiederum die Kinder in der Schule erweckt. Doch der finstere Spielzeug-Ritter hat im Spielzeugland inzwischen schon so viel Energie aufgesaugt, dass es ihm gelingt in Überlebensgröße in die reale Welt zu wechseln. Obwohl Jinoo hier kein Held ist, sondern nur ein ganz normaler Junge ist, glauben sie an ihn. Da Jinoo alles über den Spielzeug-Ritter weiß, kennt er auch dessen Schwachstelle. Er verdreht seinen Kopf, woraufhin seine Batterien herausfallen und er besiegt ist. In der Schule bekommt Jinoo für seinen Aufsatz über seine Abenteuer die Bestnote. Im Spielzeugland wird er zum Heldenprinzen gekrönt und bekommt von Sherbet einen Kuss. Der inzwischen friedliche Spielzeug-Ritter dankt Jinoo schließlich dafür, dass er seinen Hals repariert hat und sein Kopf nun festsitzt.

## Hintergrund
- Der von JM Entertainment produzierte Film hatte seine Erstausstrahlung im deutschen Fernsehen am 25. Juli 2014 um 20.15 Uhr auf Super RTL.
- Regisseur Kyungwon Lim führte auch in 4 Episoden der Zeichentrickserie Batman of the Future Regie.
- Das Toy Warrior Theme wird von Stephen Teller gesungen.